# Brevard Childs
Brevard Springs Childs (* 2. September 1923 in Columbia, South Carolina; † 23. Juni 2007 in New Haven, Connecticut) war ein US-amerikanischer Alttestamentler. Von 1958 bis 1999 war er Professor für Altes Testament an der Yale University. Nach 1992 war er Sterling Professor in Yale. Childs gilt als einer der einflussreichsten Bibelgelehrten des 20. Jahrhunderts. Er war mit Ann Childs verheiratet. 1994 wurde er in die American Academy of Arts and Sciences gewählt.

## Theologische Einflüsse
Childs wurde stark von Karl Barth und von Hermann Gunkels formgeschichtlicher Betrachtung biblischer Texte beeinflusst.

## Childs Beitrag zur theologischen Wissenschaft
Childs ist vor allem für seine Exegese des Bibelkanons („canonical criticism“) bekannt geworden, einer Form des Bibelverständnisses bzw. der biblischen Hermeneutik, die den Text der Bibel in seinem Endstadium ernst nimmt. Childs selbst war kein Freund dieser Begriffe („kanonische Auslegung“, „Kanonkritik“ usw.), weil er überzeugt war, dass sein Ansatz einen völlig neuen Zugang eröffnete, der die ganze historisch-kritische Methode ersetze. Childs legte seinen Ansatz 1970 in seinem Werk Biblical Theology in Crisis dar und wandte ihn 1979 im Buch Introduction to the Old Testament as Scripture an. Letzteres wurde zu „einem der meist diskutierten Bücher der 1980er Jahre“.
Christopher Seitz stellte die Behauptung auf, dass
„Professor Childs im Alleingang größere und anhaltende Veränderungen im konzeptionellen Rahmen der modernen biblischen Forschungen bewirkte, indem er sich auf die Darbietung biblischer Schriften im Kanon berief und auf die theologischen Implikationen, wenn man ihre Endgestalt beachtete.“

## Akademische Grade
- B.A., M.A.: University of Michigan
- B.D.: Princeton Theological Seminary, 1950
- Th.D.: Universität Basel, 1955

## Veröffentlichungen
- Myth and Reality in the Old Testament. SCM Press, London 1960.
- Biblical Theology in Crisis. Westminster John Knox Press, Louisville (Kentucky) 1970, ISBN 0-664-22143-2.
- The Book of Exodus: A Critical, Theological Commentary. Westminster John Knox Press, Louisville (Kentucky) 1974.
- Introduction to the Old Testament as Scripture. London/Philadelphia 1979.
- Old Testament Theology in a Canonical Context. Fortress press, Minneapolis 1985.
- Biblical Theology of the Old and New Testaments: Theological Reflection on the Christian Bible. London/Philadelphia 1993, ISBN 0-8006-2675-3.
- Isaiah: A Commentary. Westminster John Knox Press, Louisville (Kentucky) 2001.
- The Struggle to Understand Isaiah as Christian Scripture. Wm. B. Eerdmans, Grand Rapids 2004.